# Den Grønne Dronning
Den Grønne Dronning er en eksperimentalfilm fra 1972 instrueret af Ib Schmedes efter eget manuskript.

## Handling
En eksperimental kortfilm, som ved at skildre livet og naturen i Provence, opfattet som biologiske strukturer, søger at visualisere en livscyklus. Filmen er uden egentlig handling, den filmiske spænding opnås udelukkende ved behandling af stoffet.